# Haus für Mozart

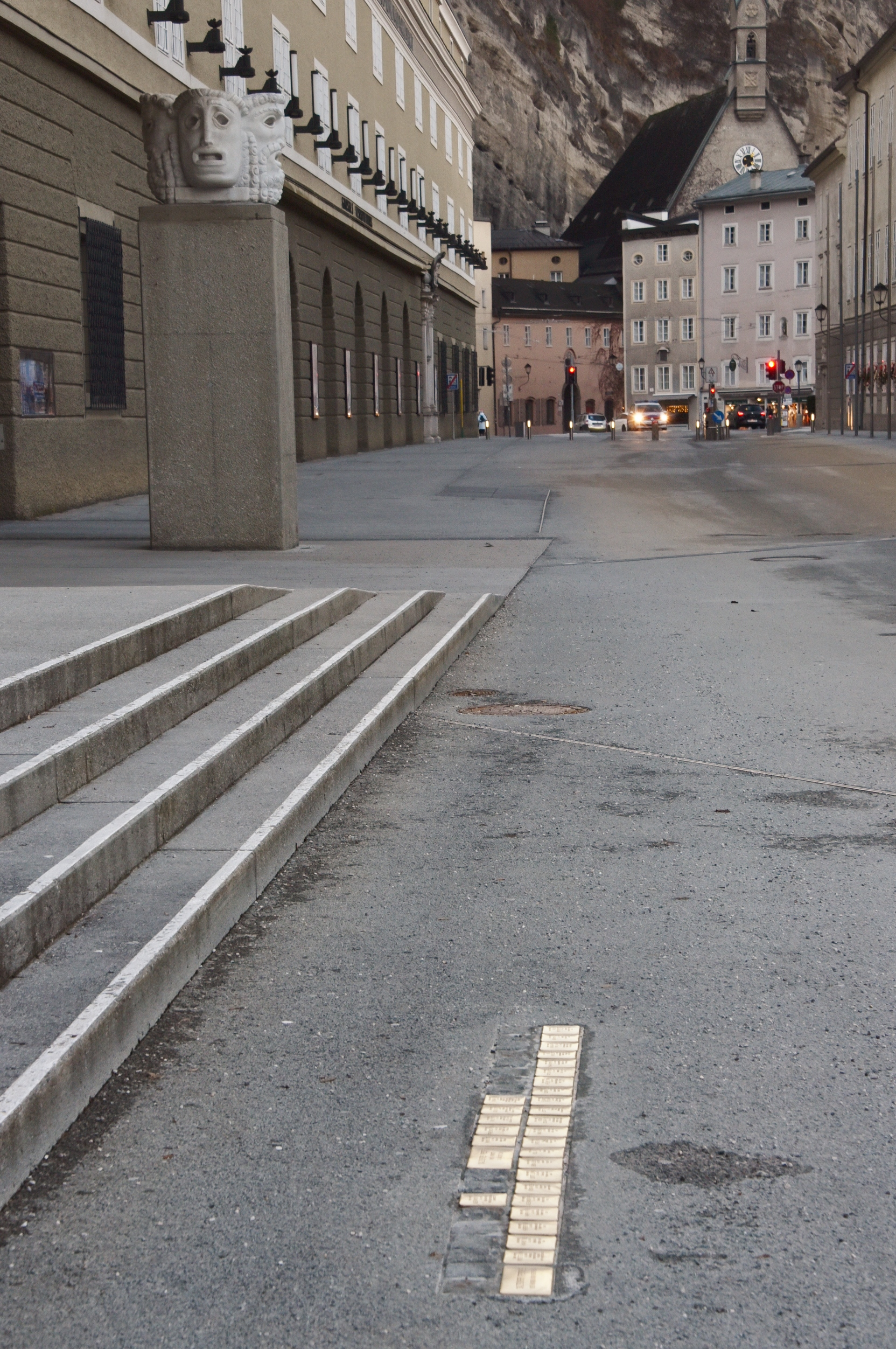
Stolpersteine vor dem Haus für Mozart, verlegt 2020 von Gunter Demnig

Das Haus für Mozart ist eine der Spielstätten der Salzburger Festspiele in der Salzburger Altstadt. An dieser Stelle befand sich ab 1925 das erste Festspielhaus. Von 1925 bis 1959 hieß es Festspielhaus, von 1960 bis 1962 Altes Festspielhaus, von 1963 bis 2004 Kleines Festspielhaus. Den Namen Haus für Mozart trägt die Spielstätte seit 2006. Hier werden überwiegend Opern und Konzerte veranstaltet.

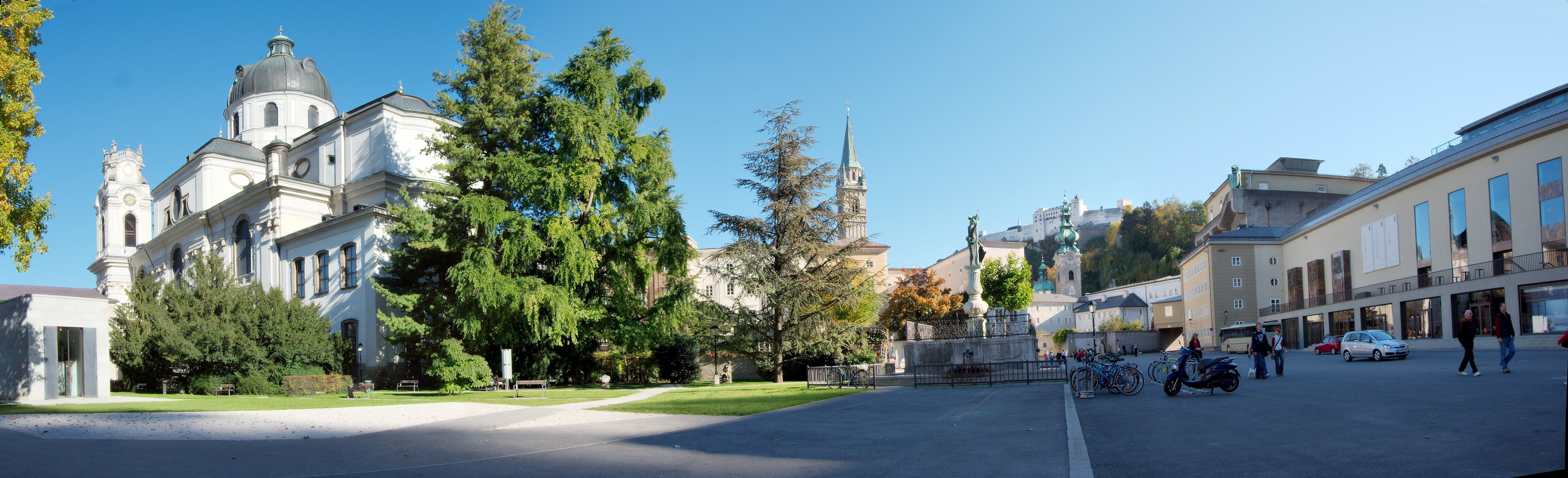
Kollegienkirche und Haus für Mozart

## Geschichte

### Erste Projekte

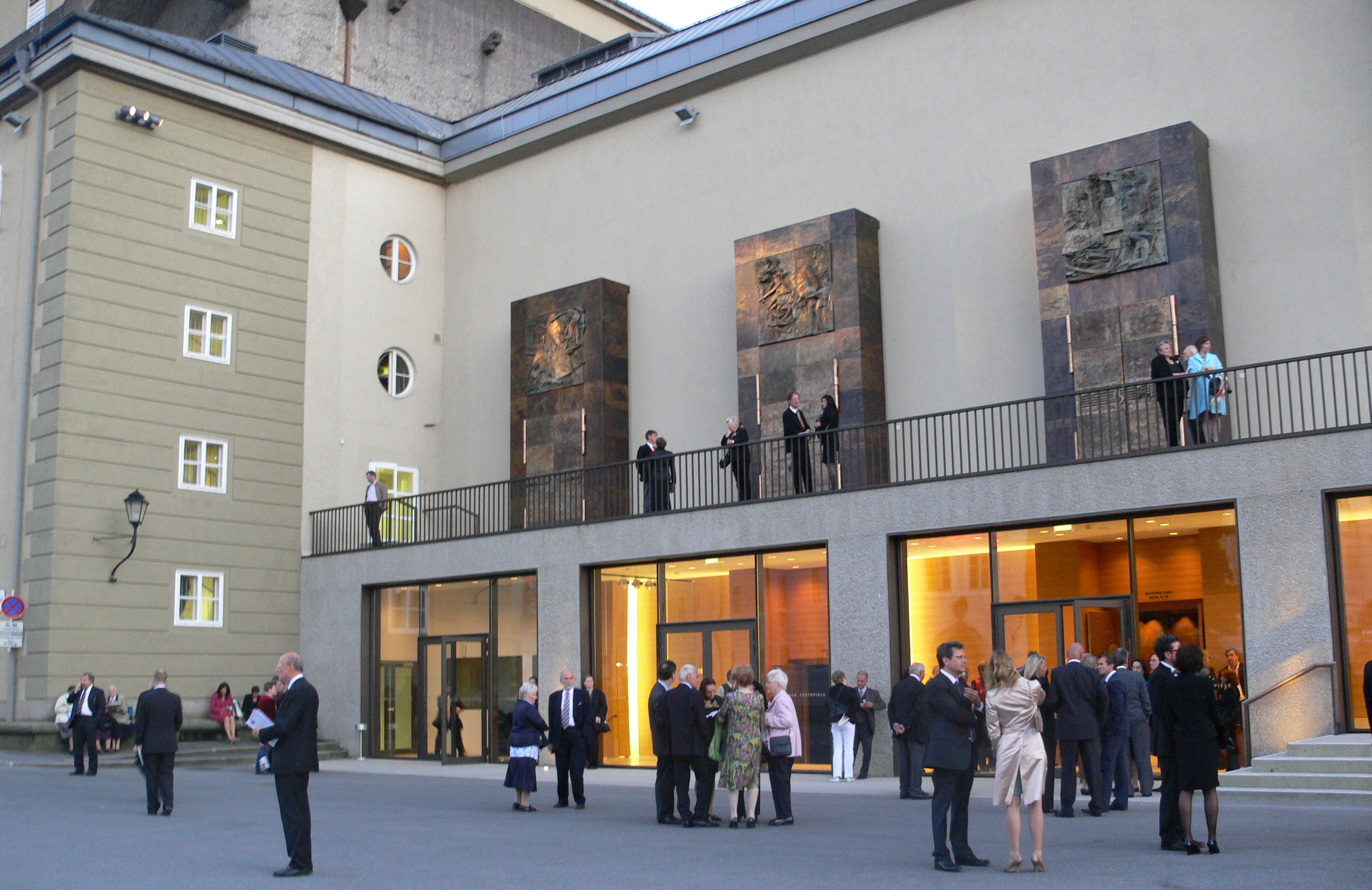
Haus für Mozart

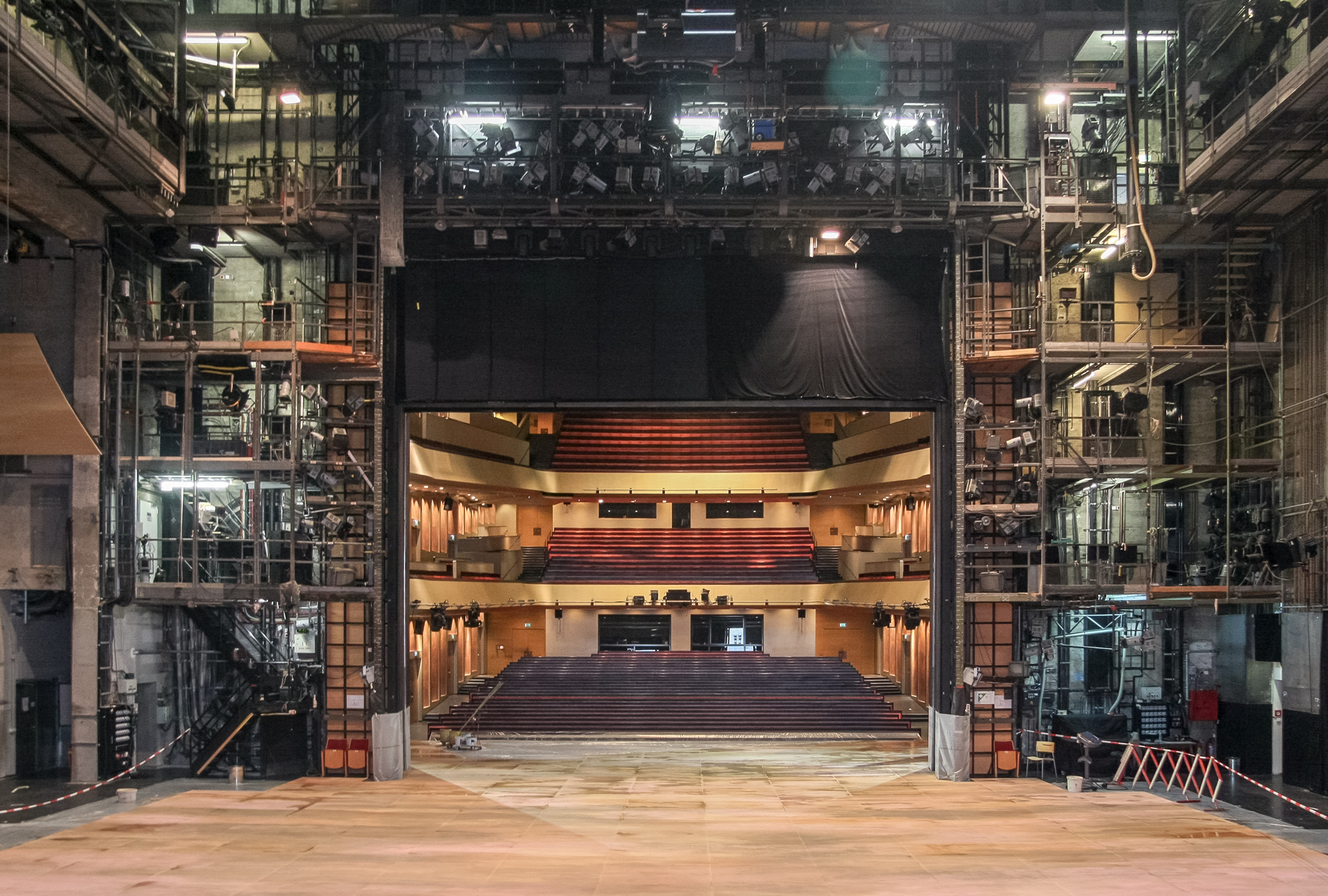
Blick über die Bühne in den Zuschauerraum

Erste Pläne für die Errichtung eines Festspielhauses auf dem Mönchsberg in Salzburg von den Wiener Architekten Hermann Helmer und Ferdinand Fellner d. J. kamen über das Planungsstadium nicht hinaus.
Der Berliner Architekt Hans Poelzig schuf die Pläne für ein Festspielhaus im Park des Schlosses Hellbrunn. Das Projekt gedieh allerdings nicht über die Grundsteinlegung hinaus: Richard Strauss führte die symbolischen drei Hammerschläge aus, doch sollte kein weiterer Stein mehr folgen.

### Eduard Hütter
Durch den Umbau der ehemaligen Hofstallungen zu einer Mysterienbühne unter der Leitung des Salzburger Landeskonservators Eduard Hütter entstand das erste Salzburger Festspielhaus, das im Jahre 1925 mit Hugo von Hofmannsthals Das Salzburger große Welttheater in der Regie von Max Reinhardt eröffnet wurde (die Uraufführung dieses Werks fand im Jahre 1922 in der Kollegienkirche statt).

### Clemens Holzmeister
Gleich nach der ersten Saison wurde das Festspielhaus unter der Leitung von Clemens Holzmeister erstmals umgebaut, für Bildhauerarbeiten beauftragte Holzmeister Jakob Adlhart und Rudolf Reinhart, und es stand als Ausweichquartier für den Jedermann zur Verfügung. Die erste Aufführung im umgebauten Festspielhaus war Carlo Gozzis Schauspiel Turandot in der Bearbeitung und Übersetzung von Karl Gustav Vollmoeller und der Regie von Max Reinhardt im Sommer 1926.
Die erste Opernaufführung war Fidelio von Ludwig van Beethoven unter der Leitung von Franz Schalk, Clemens Holzmeister entwarf die Bühnenbilder.
Im Jahre 1936 folgte der nächste Umbau wieder unter Clemens Holzmeister und intensiver Beratung durch den Dirigenten Arturo Toscanini, der auch die erste Opernaufführung, wiederum Fidelio, leitete.

### Benno von Arent

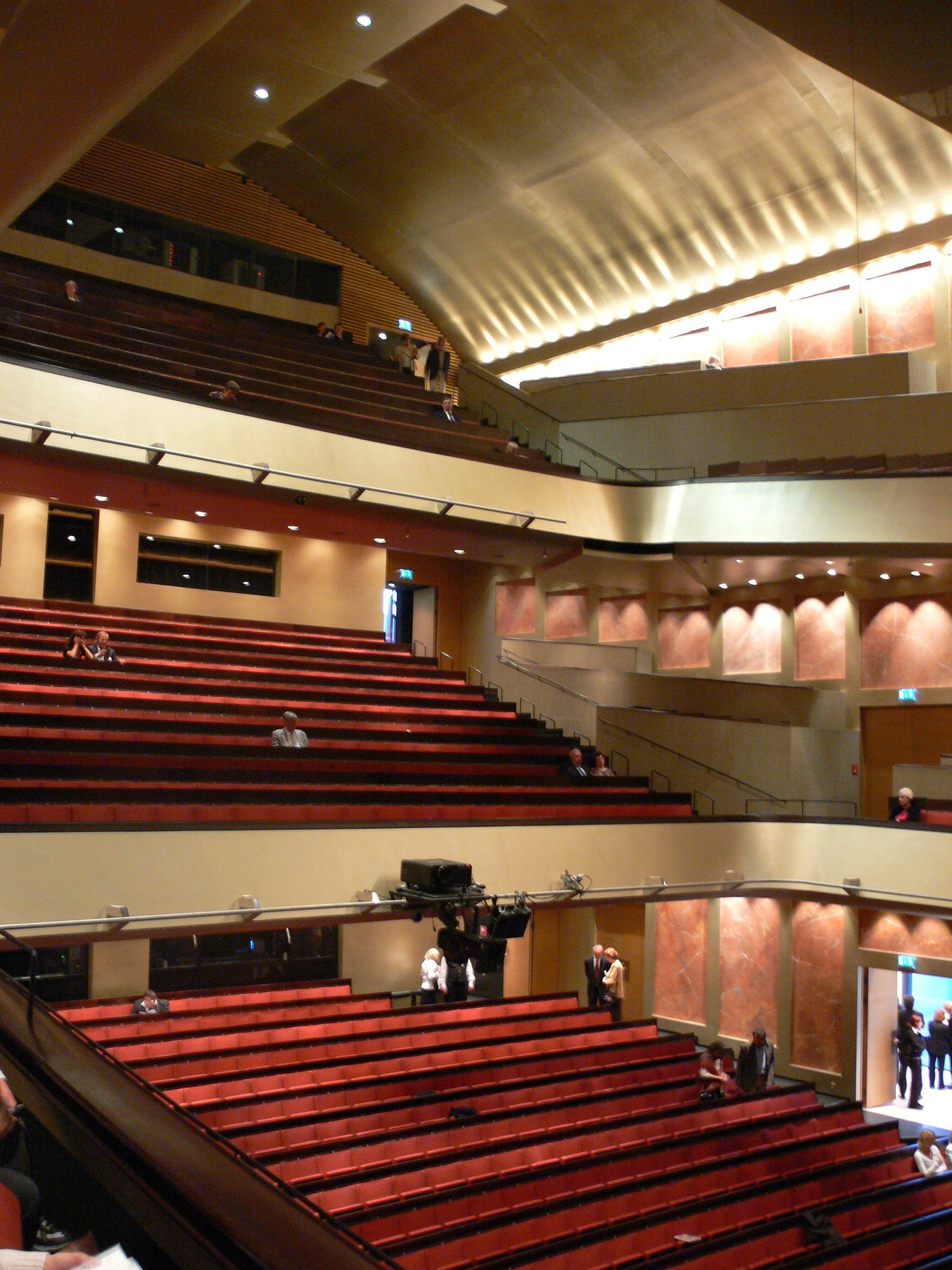
Haus für Mozart, Zuschauerraum

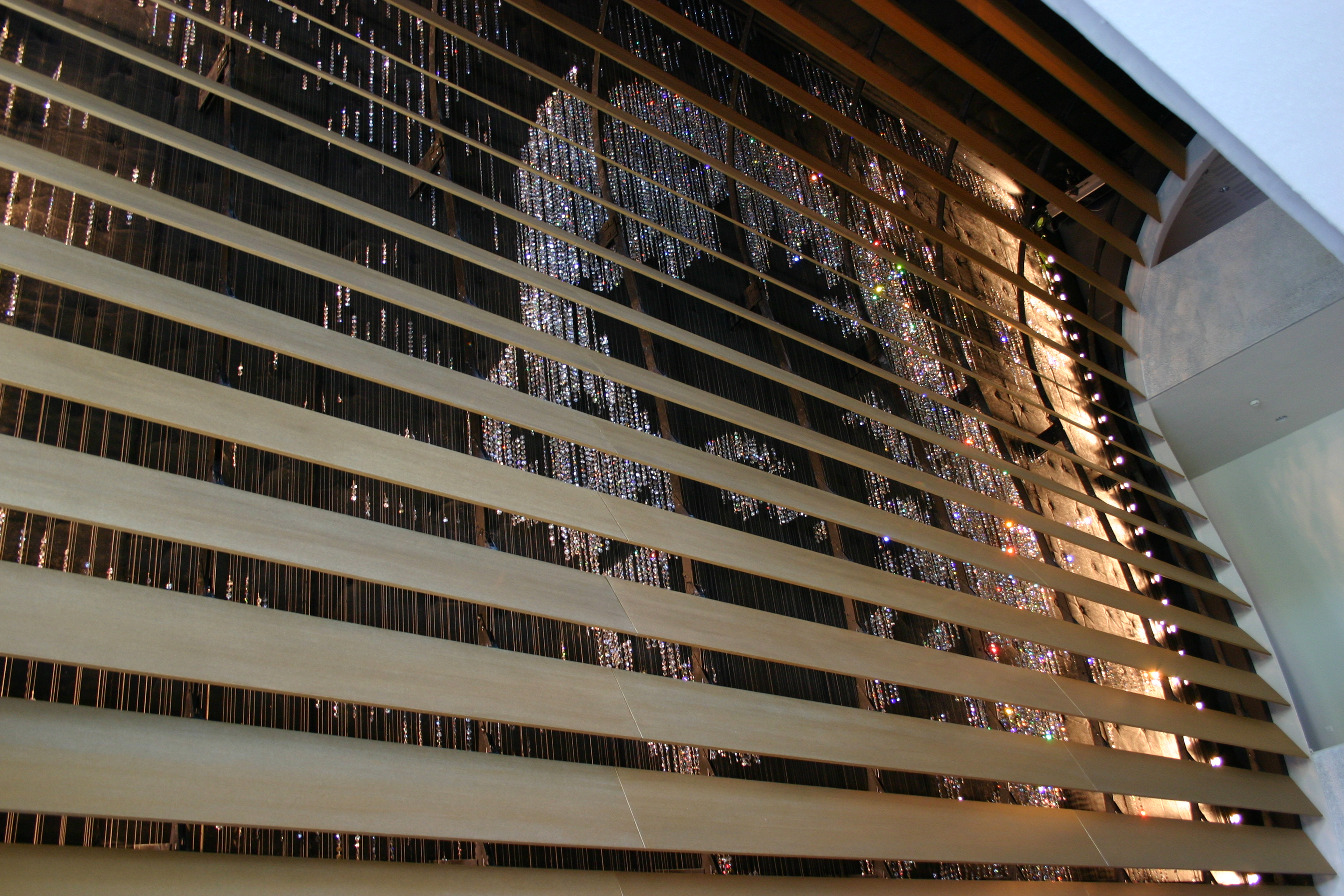
Goldene Wand, Foyer

Nach dem Anschluss Österreichs an das Deutsche Reich im Jahre 1938 galten die Fresken Anton Faistauers, die Mosaike Anton Koligs und die Skulpturen Jakob Adlharts als Entartete Kunst, Clemens Holzmeister war politisch nicht mehr opportun, und so folgte der nächste Umbau unter der Leitung des „Reichsbühnenbildners“ Benno von Arent. Die erste Aufführung war Der Rosenkavalier von Richard Strauss unter der Leitung von Karl Böhm im Jahr 1939.

### Hans Hofmann und Erich Engels
Nach dem Ende des Zweiten Weltkrieges war vorerst an einen weiteren Umbau nicht zu denken, zunächst wurde das Neue Festspielhaus (heute: Großes Festspielhaus, Architekt wiederum Clemens Holzmeister, Eröffnung 1960) erbaut, danach wurde das nunmehrige Alte Festspielhaus von den Salzburger Architekten Hans Hofmann und Erich Engels erneut umgebaut und 1963 mit Mozarts Le nozze di Figaro unter Lorin Maazel wiedereröffnet.
Von nun an hieß diese Bühne Kleines Festspielhaus, dieses war wenig geliebt, und so gab es schon früh Pläne für einen neuerlichen Umbau. Nachdem Clemens Holzmeister 1970 den Zuschauerraum der Felsenreitschule neu gestaltet hatte, legte er im Jahr 1978 entsprechende Pläne vor, die er später nochmals überarbeitete, damit sollte ein gleichzeitiges Bespielen der Felsenreitschule und des Kleinen Festspielhauses ermöglicht werden – doch wurden diese Pläne trotz der Fürsprache Herbert von Karajans nie ausgeführt.

### Wilhelm Holzbauer und François Valentiny
Zum Mozartjahr 2006 wurden die ehemaligen Hofstallungen zum vorläufig letzten, dem mittlerweile sechsten Mal umgebaut. Die Architekten waren Wilhelm Holzbauer, ein Schüler von Clemens Holzmeister, und der Luxemburger François Valentiny, seither trägt das Haus den Namen Haus für Mozart. Die Gestaltung der drei Eingangsportale übernahm der Künstler Josef Zenzmaier, mit dem Entwurf und der Herstellung der Goldenen Wand im Foyer wurde der deutsche Künstler Michael Hammers betraut. Zur feierlichen Eröffnung wurde wieder Le Nozze di Figaro, diesmal unter der Leitung von Nikolaus Harnoncourt, aufgeführt.
Im Haus für Mozart finden heute 1.580 Menschen Platz, es gibt 1.495 Sitzplätze und 85 Stehplätze.

## Außenorgel

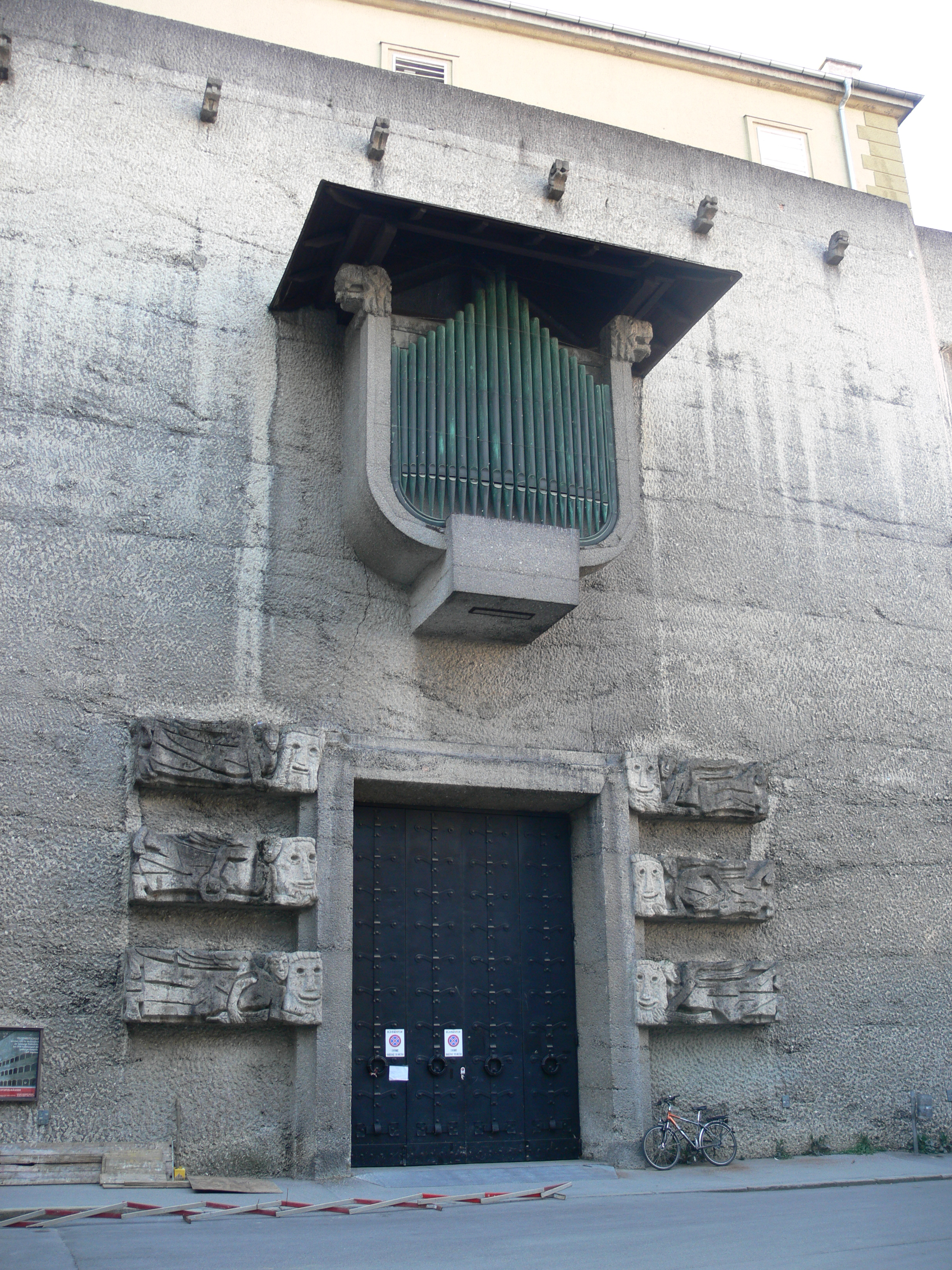
Freiluftorgel

Eine Besonderheit des Hauses für Mozart ist eine Außenorgel, mit einem Orgelprospekt zum Toscaninihof hin. 1925 erhielt das Haus der Musik eine große Orgel, welche mit dem Neubau des Hauses auf 58 Register erweitert wurde. Das dritte Manualwerk wurde 1938 von Max Dreher zur Außenorgel umgebaut. Ab 1962 wurde das Instrument stillgelegt und geriet mehr oder in minder in Vergessenheit, bis es im Jahre 2009 förmlich wiederentdeckt wurde, und seit einer Restaurierung und teilweisen Rekonstruktion durch den Orgelbauer Wolfgang Bodem wieder zu hören ist. Das Kegelladen-Instrument hat 18 Register auf einem Manual und Pedal. Die Spiel- und Registertrakturen sind elektrisch.
| Manualwerk C–a3 |                 |        |
| 1.              | Hornprincipal   | 16′    |
| 2.              | Doppelflöte     | 08′    |
| 3.              | Zartgedackt     | 08′    |
| 4.              | Unda maris      | 08′    |
| 5.              | Principal       | 04′    |
| 6.              | Schweizerpfeife | 04′    |
| 7.              | Flautino        | 02′    |
| 8.              | Larigot         | 01 ⁄3′ |

| (Fortsetzung Manualwerk) |                |     |
| 9.                       | Sifflöte       | 01′ |
| 10.                      | Sesquialter II |     |
| 11.                      | Mixtur III     | 02′ |
| 12.                      | Rankett        | 16′ |
| 13.                      | Feldtrompete   | 08′ |
| 14.                      | Vox humana     | 08′ |
| 15.                      | Clairon        | 08′ |

| Pedalwerk C–f1 |             |     |
| 19.            | Violon      | 16′ |
| 19.            | Bourdonbass | 16′ |
| 20.            | Flötenbass  | 08′ |

## Trivia
Die Fassade des Hauses diente als Edelhotel Nouveau Rothschild im US-Actionfilm Knight and Day mit Cameron Diaz und Tom Cruise.
Die Holzmeisterstiege (die neben der Orgel auf den Berg führt) war ein Drehort im Film Das doppelte Lottchen (2017).